# コレゾフ RD-36-51

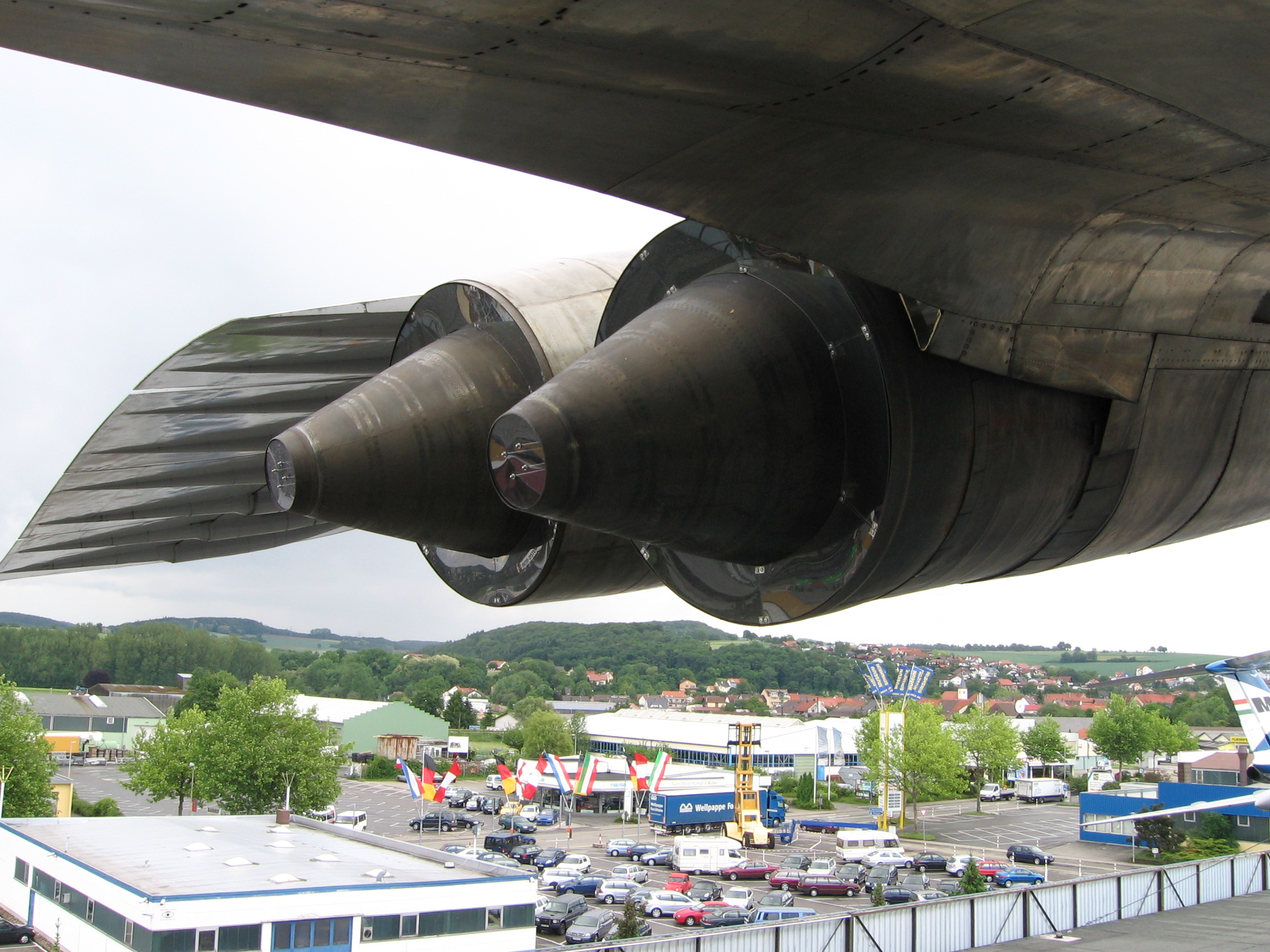
RD-36-51

コレゾフRD-36-51（Kolesov RD-36-51 ）はソビエト連邦のTu-144 SST用の超音速ターボジェットエンジンである。
RD-36-51は推力18,100 kgfで燃料消費が25,700kg/時間で 最大航続距離は6,500 kmである。
当初Tu-144にはクズネツォフ NK-144ターボファンエンジンが搭載されていたが燃料消費比率が良くなかったので換装された。
- 推力:離陸時24,000 kgf、巡航時5,400 kgf
- 推力毎燃料消費率: 1.23 lb/lbf h[2]